# Nicolas Cage
Nicolas Cage (Long Beach, Califòrnia, 7 de gener de 1964) és un actor estatunidenc. Nascut amb el nom de Nicholas Kim Coppola, a Long Beach, Califòrnia fill d'August Coppola, un escriptor i professor italo-americà, i Joy Vogelsang, una ballarina americano-alemanya. El 1976, els pares van divorciar i ell se'n va anar a Beverly Hills amb el seu pare. És nebot de Francis Ford Coppola i de Talia Shire.
En Cage desitjava tant fer d'actor que va deixar l'ensenyament secundari molt prest per fer-ho. Va canviar-se el nom per no aprofitar-se de la reputació del seu oncle. Va triar Cage de nom per l'heroi de còmic de Marvel Luke Cage, Power Man, i pel compositor minimalista John Cage.
Va fer un petit paper a Fast Times at Ridgemont High (1982) (sota el nom de Coppola). Els papers notables següents van ser el 1983 Rumble Fish i Valley Girl, pel·lícules on hi feia un paper d'evasió.
Va tenir un fill amb la model Kirtina Fulton. El 1995 es va casar amb l'actriu Patricia Arquette, de qui es va divorciar el 2001. Després va estar casat poc temps amb Lisa Marie Presley.

## Filmografia
Les seves pel·lícules més destacades són:
- 1981: Best of Times, de Don Mischer (TV)
- 1982: Fast Times at Ridgemont High, d'Amy Heckerling
- 1983: El meu estimat rebel (Valley Girl), de Martha Coolidge
- 1983: Rumble Fish, de Francis Ford Coppola
- 1984: Racing with the Moon, de Richard Benjamin
- 1984: The Cotton Club, de Francis Ford Coppola
- 1984: Birdy, d'Alan Parker
- 1986: The Boy in Blue, de Charles Jarrott
- 1986: Peggy Sue es va casar, de Francis Ford Coppola
- 1987: Arizona baby, de Joel Coen
- 1987: Encís de lluna, de Norman Jewison
- 1988: Never on Tuesday, d'Adam Rifkin
- 1989: El petó del vampir (Vampire's Kiss), de Robert Bierman
- 1990: Temps de matar (Tempo di uccidere), de Giuliano Montaldo
- 1990: Industrial Symphony No. 1: The Dream of the Broken Hearted, de David Lynch (TV)
- 1990: Ocells de foc (Fire Birds), de David Green
- 1990: Cor salvatge, de David Lynch
- 1991: Zandalee, de Sam Pillsbury
- 1992: Conspiració a Red Rock West (Red Rock West), de John Dahl
- 1992: Lluna de mel per a tres (Honeymoon in Vegas), d'Andrew Bergman
- 1993: Caiguda mortal (Deadfall), de Christopher Coppola
- 1993: Atrapeu el lladre (Amos & Andrew), d'E. Max Frye
- 1994: Tess i el seu guardaespatlles (Guarding Tess), de Hugh Wilson
- 1994: Et podria passar a tu, d'Andrew Bergman
- 1994: Trapped in Paradise, de George Gallo
- 1995: Kiss of Death, de Barbet Schroeder
- 1995: Leaving Las Vegas, de Mike Figgis
- 1996: The Rock, de Michael Bay
- 1997: Con Air, de Simon West
- 1997: Face/Off, de John Woo
- 1998: City of Angels, de Brad Silberling
- 1998: Snake Eyes, de Brian De Palma
- 1999: Assassinat en 8 mil·límetres (8 Millimeter), de Joel Schumacher
- 1999: Bringing Out the Dead, de Martin Scorsese
- 2000: Gone in Sixty Seconds, de Dominic Sena
- 2000: The Family Man, de Brett Ratner
- 2001: La mandolina del capità Corelli (Captain Corelli's Mandolin), de John Madden
- 2001: Conte de Nadal (Christmas Carol: The Movie), de Jimmy T. Murakami (veu)
- 2002: Windtalkers, de John Woo
- 2002: Sonny, de Nicolas Cage
- 2002: Adaptation: el lladre d'orquídies, de Spike Jonze
- 2003: Matchstick Men, de Ridley Scott
- 2004: National Treasure, de Jon Turteltaub
- 2005: El senyor de la guerra (Lord of War), d'Andrew Niccol
- 2005: The Wicker Man, de Gore Verbinski
- 2006: World Trade Center, d'Oliver Stone
- 2006: Ant bully: Benvingut al formiguer (The Ant Bully) (veu)
- 2007: Ghost Rider, de Mark Steven Johnson
- 2007: Next, de Lee Tamahori
- 2007: National Treasure: Book of Secrets, de Jon Turteltaub
- 2008: Bangkok Dangerous, de Pang Brothers
- 2009: Senyals del futur
- 2009: Bad Lieutenant: Port of Call New Orleans
- 2010: Season of the Witch
- 2010: Kick-Ass
- 2010: The Sorcerer's Apprentice
- 2011: Drive Angry
- 2011: Seeking Justice
- 2011: Sota amenaça (Trespass)
- 2011: Ghost Rider: Spirit of Vengeance
- 2012: Stolen
- 2013: Els Croods (veu)
- 2013: The Frozen Ground
- 2013: Joe
- 2014: Tokarev
- 2016: Snowden
- 2022: The Unbearable Weight of Massive Talent (també com a productor)
- 2022 Butcher's Crossing
- 2023 The old way
- 2023 The Flash
- 2023 The Retirement Plan
- 2023 Dream Scenario
- 2024 Arcadian

## Premis i nominacions

### Premis
- 1995: Conquilla de Plata al millor actor per Leaving Las Vegas
- 1996: Oscar al millor actor per Leaving Las Vegas
- 1996: Globus d'Or al millor actor dramàtic per Leaving Las Vegas

### Nominacions
- 1988: Globus d'Or al millor actor musical o còmic per Moonstruck
- 1993: Globus d'Or al millor actor musical o còmic per Honeymoon in Vegas
- 1996: BAFTA al millor actor per Leaving Las Vegas
- 2003: Oscar al millor actor per Adaptation: el lladre d'orquídies
- 2003: Globus d'Or al millor actor musical o còmic per Adaptation: el lladre d'orquídies
- 2003: BAFTA al millor actor per Adaptation: el lladre d'orquídies